# トミミョン
トミミョン（朝鮮語: 도미면）は朝鮮料理。日本では「鯛の春雨入り鍋」、「鯛の五目鍋」と説明される。
李氏朝鮮時代には宮廷料理であった。鯛の煎、春雨、野菜など煮込み、牛肉でとったス－プを注いだ料理である。
「トミ」は「鯛」を指し、「ミョン」はここでは春雨の意であるが「麺」であるため、日本では「鯛麺」と説明されることもある。